# Gerolfingen
Gerolfingen település Németországban, azon belül Bajorországban. Lakosainak száma 938 fő (2023. december 31.).

## Népesség
A település népessége az elmúlt években az alábbi módon változott:
| Lakosok száma | 553  | 891  | 1017 | 1065 | 978  | 960  | 952  | 957  | 962  | 938  |
|               | 1875 | 1950 | 1975 | 1987 | 2012 | 2014 | 2016 | 2017 | 2021 | 2023 |